# Kawasaki Heavy Industries Motorcycle & Engine
La Kawasaki Heavy Industries Motorcycle & Engine Company (川崎重工業モーターサイクル&エンジンカンパニー) è la divisione del gruppo Kawasaki Heavy Industries che si occupa della progettazione e produzione di motori e auto-motoveicoli.

## Storia
L'azienda iniziò a realizzare il suo primo motore nel 1949; la prima motocicletta completa, la Kawasaki B8 125, fu invece commercializzata a partire dal 1962. Il nome cominciò ad essere conosciuto agli inizi degli anni settanta con l'inizio dell'esportazione di uno dei primi modelli di motocicletta con motore a due tempi, la Kawasaki 500 H1 Mach III, con prestazioni molto elevate per l'epoca in termini di accelerazione e velocità.
Per quanto carente sotto altri punti di vista, non si può negare che questa moto diede una scossa notevole al mercato europeo fino ad allora dominato dalle classiche due ruote italiane ed inglesi e anche per questo la 500 Mach III si può considerare tra le progenitrici delle moderne moto sportive.
Una seconda tappa molto importante per la casa nell'affermazione internazionale fu la presentazione, pochi anni dopo nel 1972, della "900 Z1", questa volta dotata di motore a quattro tempi, che fece da ispiratrice a tutta una nuova serie di modelli di "maxi" sportive.

## Sport
La Kawasaki ha partecipato anche alle competizioni motociclistiche del motomondiale della MotoGp fino al 2008, continuando a partecipare con team ufficiali al Campionato mondiale di supercross, Campionato mondiale di motocross, Campionato mondiale Superbike e Supersport.
Nel 2009 il team Hayate Racing partecipa alla MotoGP con una ZX-RR non ufficiale.